# 林岳霆
林岳霆是來自香港的作曲家。 林岳霆於 2015年以 Distinction 畢業於 King’s College London 作曲碩士。2014 年 5 月，林岳霆曾經憑管樂五重奏作品《Odour》在紐約 “4th Annual Composer Concordance ‘Generation’ 作曲 Competition”作曲比賽中獲勝。
林岳霆隨後在香港開始了他的音樂生涯，擔任作曲家、編曲家和電影作曲家。林岳霆曾與眾多藝人合作過，例如李克勤、葉世榮、段同願、馮允謙、葉德嫻、倫永亮、趙增熹等。2016年, 林岳霆在《葉德嫻‧倫永亮‧趙增熹‧香港管弦樂團，《紅白藍》演唱會 2016》中作曲和編曲。2020年，他為馮允謙的《地球來的人》編曲，歌曲隨後成為四台冠軍歌，並獲得新城勁爆頒獎禮「勁爆歌曲」及叱咤樂壇流行榜頒獎典禮「專業推介叱咤十大 第五位」。林岳霆也有為遊戲配樂，包括《獵鷹戰記》等。電影配樂方面有《得寵先生》 、《飛虎3壯志英雄》、《一夜再成名》、《驅魔》等多部影視製作。 
‍
2020年，他為馮允謙的《地球來的人》編曲，歌曲隨後成為四台冠軍歌，並獲得新城勁爆頒獎禮「勁爆歌曲」及叱咤樂壇流行榜頒獎典禮「專業推介叱咤十大 第五位」。電影配樂方面有《得寵先生》（2024第4季全國首映）、《梅艷芳》（償還、戲劇人生編曲）、《飛虎3壯志英雄》、《一夜再成名》、《驅魔》等多部影視製作。  
1. ↑  . www.omp.studio.   [2025-07-22] （契维语）.